# Tiepide acque di primavera
Tiepide acque di primavera (春江水暖S, Chun jiang shui nuanP) è un film cinese del 2019, scritto e diretto da Gu Xiaogang. Si tratta del suo primo lungometraggio.
Racconta la storia di quattro fratelli e della loro famiglia, che attraversano le difficoltà per sopravvivere in una Cina che cambia e si modernizza, lasciando dietro di sé i più deboli e i più poveri.

## Trama
A Fuyang, sulle rive del fiume Fuchun, la festa per il 70º compleanno della nonna va male: lei ha seri problemi di salute. Saranno il nipote primogenito e sua moglie a prendersene cura. Lui (fratello maggiore) accoglie inoltre sua madre, nonostante già sopraffatto dall'attività di un ristorante in coppia con la consorte. I due, poi, sono intenzionati a trovare un buon marito per la loro figlia. Questa, molto legata a sua nonna, è innamorata di un insegnante. Il 2° e il 3° fratello sono pescatori e vivono miseramente sulla loro barca, mentre il fratello più giovane è ancora single in cerca di moglie.

## Produzione
Le riprese del film si sono svolte ad Hangzhou nel corso di due anni.

## Distribuzione
La première del film ha avuto luogo il 22 maggio 2019 alla settantaduesima edizione del Festival di Cannes, in chiusura della cinquantottesima Semaine de la Critique.
Il 23 gennaio 2020 è stata la volta dell'International Film Festival Rotterdam.
La data di uscita in Cina (su Internet) è stata il 21 agosto 2020, mentre in Italia (progressivamente) il 22 dicembre 2021 in distribuzione limitata.

## Riconoscimenti (parziale)
- 2020
  - Shanghai International Film Festival
    - China Movie Channel Media Award: Miglior film, miglior regista esordiente
- 2021
  - Syndicat Français de la Critique de Cinéma et des Films de Télévision
    - Miglior film straniero d'esordio

  - International Cinephile Society Awards
    - ICS Award: Miglior film, miglior fotografia, miglior film d'esordio